# Roveredo di Guà
Roveredo di Guà är en ort och kommun i provinsen Verona i regionen Veneto i Italien. Kommunen hade 1 601 invånare (2018).